# Homegrown Player
Pour les articles homonymes, voir HGP.
 (février 2012).
Le système Homegrown Player ou HGP est un programme de développement de joueur de soccer de la Major League Soccer (MLS) aux États-Unis et au Canada.

## Principe
Ce programme permet aux équipes de MLS d'intégrer à leur effectif de jeunes joueurs issus de leurs centres de formation sans qu'ils passent par les procédures de repêchages habituelles telles que le MLS SuperDraft. Les joueurs disposant du statut de Home Grown Player bénéficient de contrat similaire aux contrats Génération Adidas et ne sont pas décomptés pour le calcul du plafond salarial.
Les clubs peuvent signer autant de contrats Home Grown Player qu'ils le souhaitent par an, mais ne peuvent pas compter plus de deux joueurs homegrown avec un salaire supérieur au salaire minimum de la MLS.
En 2012, parmi les 19 clubs alors de MLS, seules 2 équipes ne disposaient pas de centres de formation car elles avaient choisi d'externaliser dans des clubs indépendants de divisions inférieures, leurs structures de développement de jeunes joueurs. Il s'agit de l'Union de Philadelphie et des Timbers de Portland. 

## Critères d'admissibilités
Les critères d'admissibilité à ce programme font polémiques car ils ne sont pas publiés par la ligue. Néanmoins, pour être admissible au programme, les joueurs doivent résider dans un rayon de 75 miles (120 km) du stade de leur club formateur et jouer pour une équipe de jeunes de ce club depuis au moins un an. Le club doit alors déposer une demande pour ce joueur (Discovery Claim). 
Si un joueur pour lequel une demande a été déposée décide d'aller à l'université, il doit pour conserver son statut de Home Grown Player, avoir participé à au moins 80 matchs et/ou séances d'entrainement avec son club formateur avant de rejoindre l'université. Il doit également pendant ses années universitaires participer à au moins 30 matchs et/ou séances d'entrainements avec son club formateur au cours de sa carrière universitaire dans la NCAA (National Collegiate Athletic Association).
Les joueurs ayant été appelés en sélection nationale de jeunes américaine ou canadienne ne sont pas éligibles au programme Home Grown Player.

## Historique
- 12 novembre 2008, Tristan Bowen est le premier joueur à signer un contrat Home Grown Player avec le Chivas USA.